# The Classic Guide to Strategy: volume 4

The Classic Guide To Strategy: Volume 4 est le quatrième d'une série d'albums enregistrés par John Zorn en solo. Il est prévu que cette série, commencée en 1981, compte cinq volumes. Comme le précédent, le volume 4 est joué entièrement au saxophone alto. Il a été enregistré à l'EMPAC (The Curtis R. Priem Experimental Media and Performing Arts Center) en 2013.

## Titres
| No | Titre           | Durée |
| -- | --------------- | ----- |
| 1. | The Wind Book 1 | 11:45 |
| 2. | The Wind Book 2 | 14:40 |
| 3. | The Wind Book 3 | 4:47  |
| 4. | The Wind Book 4 | 7:10  |
| 5. | The Wind Book 5 | 7:10  |

## Personnel
- John Zorn - saxophone alto